# Gertrud Seehaus

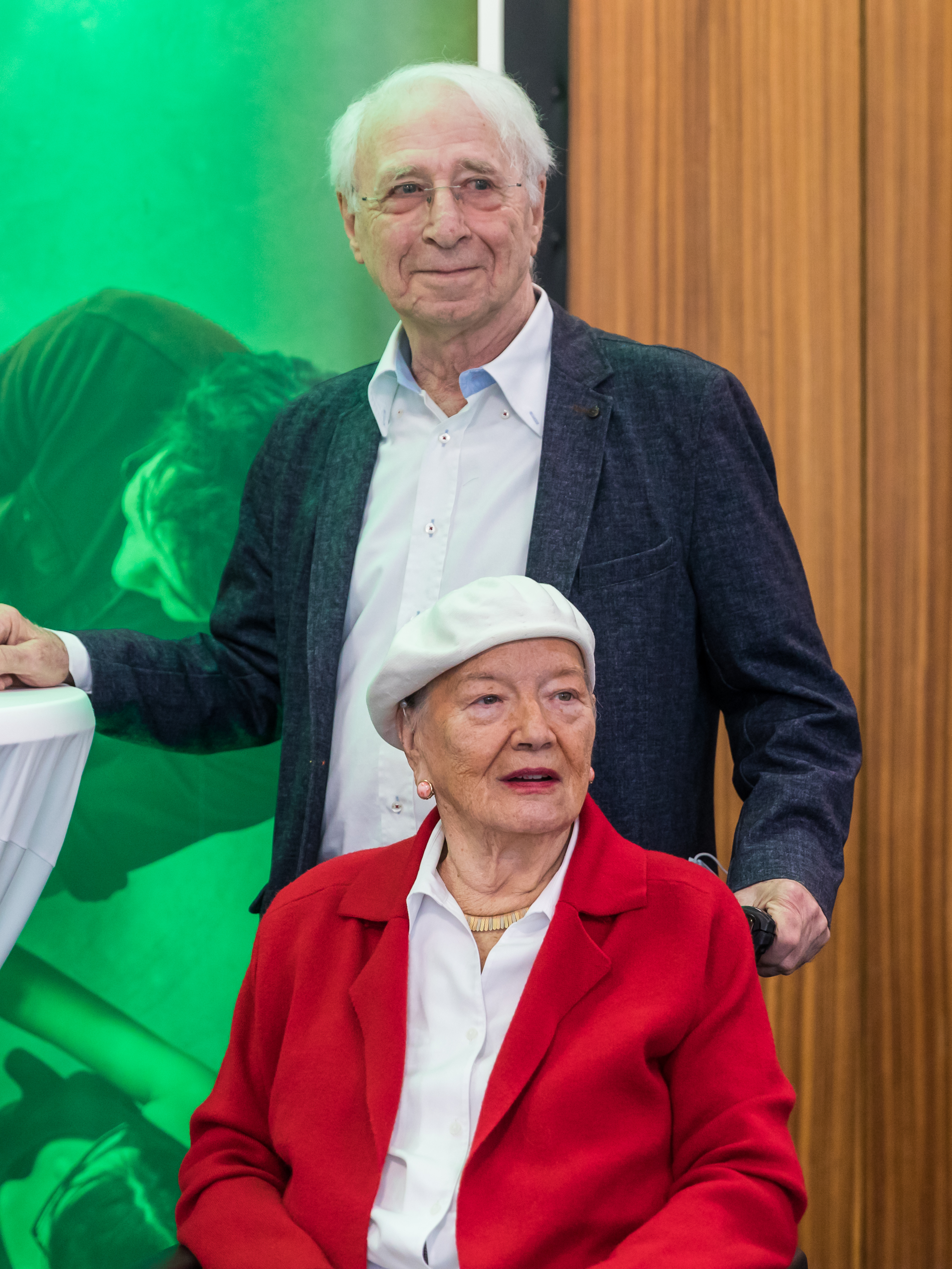
Gertrud Seehaus mit ihrem Mann Peter Finkelgruen, 2020

Gertrud Seehaus (* 2. Dezember 1934 in Merzig; † 30. März 2021 in Köln) war eine deutsche Schriftstellerin.

## Leben
Gertrud Seehaus wandte sich nach dem Abitur zunächst der Schauspielerei zu, studierte Theaterwissenschaft und arbeitete in den 1960er Jahren als Dramaturgin und Sprecherin beim Westdeutschen Rundfunk und als freie Mitarbeiterin bei der Deutschen Welle. In den 1960er Jahren nahm sie ein Studium der Pädagogik auf, arbeitete von 1968 bis 1978 als Grund- und Hauptschullehrerin in Nordrhein-Westfalen und war nach ihrem Ausscheiden aus dem Schuldienst Mitbegründerin des bundesweiten Modellversuchs „Künstler und Schüler“. 
1979/1980 besuchte Seehaus den in Köln stattfindenden Gerichtsprozess gegen die NS-Täter Kurt Lischka, Herbert Hagen und Ernst Heinrichsohn und verfasste Gedichte, in denen sie ihre Konfrontation mit den Mördern verarbeitete. Sie erschienen 2017 unter dem Titel Vatersprache als Buch.
In den 1980er Jahren lebte Seehaus sechs Jahre in Jerusalem und unternahm Reisen durch den Libanon, Ägypten und Jordanien. 1984 veröffentlichte sie ihren Debütroman, Lisa und Anatol, im Zsolnay-Verlag, Wien.
Gertrud Seehaus war Mitglied des PEN-Zentrums Deutschland, der Varnhagen-Gesellschaft und der Else-Lasker-Schüler-Gesellschaft. Sie war Mitinitiatorin des Verlags Artikel 19 und ist als Mitherausgeberin des dort erschienenen Romans Die satanischen Verse von Salman Rushdie in dessen deutscher Erstausgabe verzeichnet.
Sie war seit 1978 mit dem Journalisten und Autor Peter Finkelgruen verheiratet und lebte und arbeitete als freie Autorin in Köln. Sie starb am 30. März 2021 in Köln.

## Werke

### Romane und Erzählungen
- Lisa und Anatol, Roman, Zsolnay, Wien, 1984
- Katzengesang und Eselsschrei, Erzählungen, Nagel & Kimche, Zürich, 1985
- Gruß an Ivan B., Roman, Nagel & Kimche, Zürich, 1987
- Der Pokal des Riesen, Roman, Gollenstein, Blieskastel, 1996
- Die Lebensliste, Roman, DTV premium, München, 2003
- Opa und Oma hatten kein Fahrrad, Autobiographische Erzählung, zusammen mit Peter Finkelgruen, BOD, Norderstedt, 2007
- Die Geisterschreiberin, Roman, Edition Die Tausend, Ralf Liebe, Weilerswist, September 2008
- Gertrud Seehaus (2017a): Wo denn und wie?, Books on Demand, ISBN 978-3-7448-9864-5 Gertrud Seehaus (2017b): Vatersprache, Books on Demand, ISBN 978-3-7448-3549-7

### Theaterstücke und Hörspiele
- Lehmann und Zuckermann, Hörspiel, Hartmann & Stauffacher, Köln 1990 (produziert von RIAS 1990)
- Vita und Virginia, Szenische Montage und Lesung, Premiere im Rose Theegarten-Ensemble, 2000
- Die Zeit im Kopf, Schauspiel, Uraufführung, im Schiller-Theater, Wuppertal, 1996
- Reisefieber, Schauspiel, Uraufführung im Bauturm-Theater, Köln, 1998
- Du mußt wissen, wir wohnen in Babylon, Schauspiel, Uraufführung im Freien Werkstatt-Theater, Köln, 2001 (eigene Regie)

### Als Herausgeber
- Salman Rushdie: Die Satanischen Verse, Artikel 19 Verlag, 1989

### Kommentare und Essays
- Thierry Chervel (Hrsg.): Redefreiheit ist das Leben. Briefe an Salman Rushdie. Die taz-Kampagne, Piper, München, 1992

## Auszeichnungen
- 1981: Mackensen Förderpreis
- 1989: Ehrengast der Villa Massimo
- 1990: Gast der Jerusalem Foundation (in Mishkenot Sha’ananim)
- 1996: Stipendium des Heinrich-Heine-Hauses der Stadt Lüneburg

## Online-Texte
- Ist die Literatur ein Männerschlachtfeld? – zur Debatte über Martin Walsers Tod eines Kritikers
- Ir Atika – 2 Gedichte
- Saudi Golden Star – Erzählung (Memento vom 18. Februar 2006 im Webarchiv archive.today)

## Rezensionen einzelner Werke
- Rezension zu Gruß an Ivan B. in „Die ZEIT“, 30. Oktober 1987
- Rezension zu Oma und Opa hatten kein Fahrrad auf hagalil.com
- Besprechung von Opa und Oma hatten kein Fahrrad im Leseforum Bayern
- Interview mit Gertrud Seehaus
- Hommage von Nadine Engelhart zu Gertrud Seehaus 80. Geburtstag: http://www.hagalil.com/2014/12/gertrud-seehaus-2/
- Wo denn und wie? Lesung von Gertrud Seehaus-Finkelgruen